# مقاطعة إروين (جورجيا)
مقاطعة إروين (بالإنجليزية: Irwin County)‏ هي إحدى المقاطعات في ولاية جورجيا في الولايات المتحدة الأمريكية.